# Kramsk-Pole
Kramsk-Pole – wieś w Polsce położona w województwie wielkopolskim, w powiecie konińskim, w gminie Kramsk.
| SIMC    | Nazwa         | Rodzaj    |
| ------- | ------------- | --------- |
| 0288580 | Księży Ostrów | część wsi |

Kramsk-Pole wraz z Księżym Ostrowem zamieszkuje 170 osób. Kramsk-Pole wraz ze swoją częścią wsi tworzą samodzielne sołectwo Kramsk-Pole. W latach 1975–1998 miejscowość administracyjnie należała do województwa konińskiego.